# Trans-Siberische spoorlijn
De Trans-Siberische spoorlijn (Russisch: Транссибирская магистраль, Transsibirskaja magistral), kortweg Transsib (Russisch: Транссиб), is een hoofdspoorweg (magistral) in Rusland. Het is de langste spoorlijn ter wereld en de belangrijkste lijn van Rusland. Deze transcontinentale spoorlijn is 9289 kilometer lang en strekt zich uit van Moskou dwars door Siberië naar Vladivostok. De Russische naam is Transsibirskaja magistral, ofwel 'Trans-Siberische hoofdroute'. De bekendste trein die via deze route rijdt is de Rossiya.

## Geschiedenis

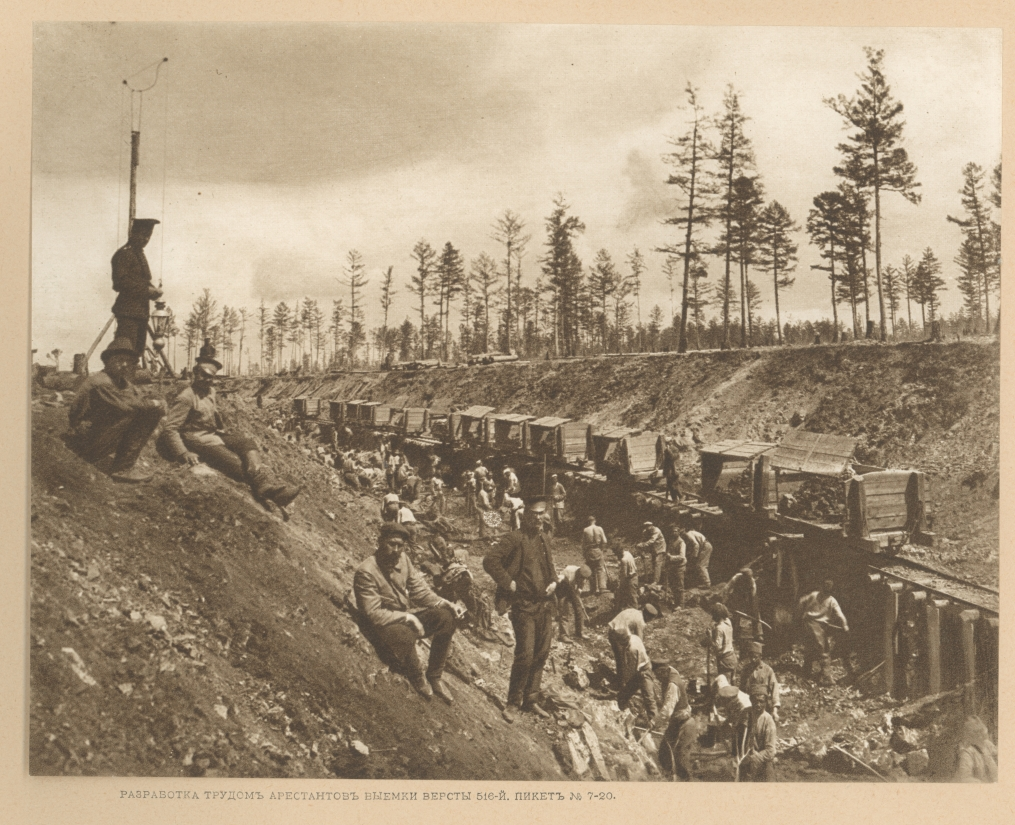
Russische gevangenen aan het werk

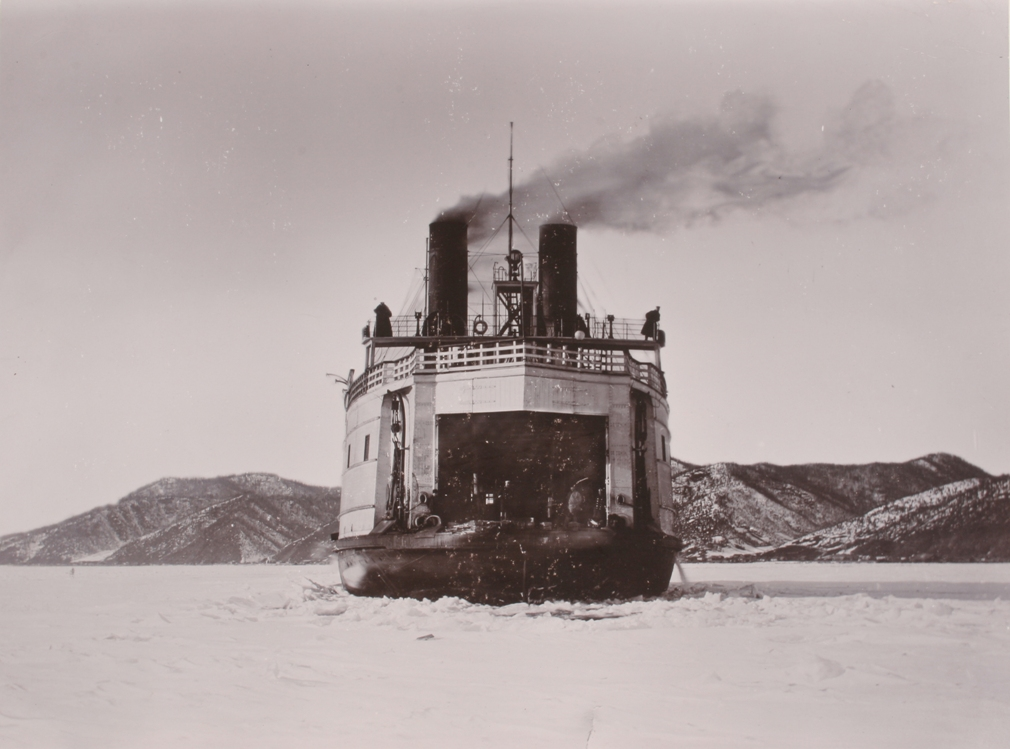
De Baikal op het Baikalmeer

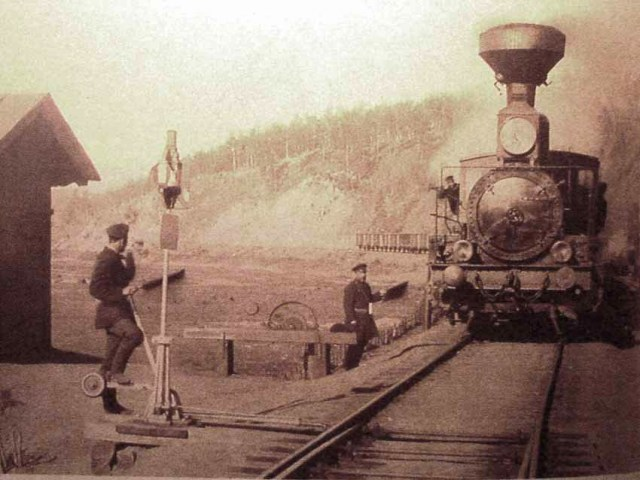
Op de Trans-Siberische spoorweg ten westen van Chilok in de oblast Tsjita (1903)

De eerste spoorlijn in Rusland was de privéspoorweg van tsaar Nicolaas I tussen Sint-Petersburg en zijn buitenverblijf in Tsarskoje Selo. In 1851 kwam de spoorlijn tussen Sint-Petersburg en Moskou gereed. Hierop stelde gouverneur-generaal Nikolaj Moeravjov van Siberië voor om een spoorlijn door Siberië te bouwen, deels over Chinees gebied. Dit werd vanwege de slechte politieke verhoudingen met China afgewezen. Ook de volgende dertig jaar werden vele voorstellen door de Russische autoriteiten afgewezen. In 1870 was de eerste spoorlijn door de Oeral aangelegd en toen Vladivostok in 1872 een belangrijke marinehaven werd, was er de noodzaak voor de bouw van een spoorlijn. Tsaar Alexander III stuurde op 17 maart 1891 een bevel aan zijn zoon, de latere Nicolaas II, die op dat moment op reis was in het oosten. Hij moest beginnen met een spoorlijn door Siberië.
Op 19 mei 1891 begon de bouw in de buurt van Vladivostok. Het werk was in onderdelen verdeeld en de zes deeltrajecten werden tussen 1 februari 1896 en 1 juli 1900 opgeleverd. De werkomstandigheden waren zwaar. In de winter was het zeer koud en de grond bevroren en in het voor- en najaar waren de wegen onbegaanbaar door smeltende sneeuw of hevige regenval. Per boot werd bouw- en spoormateriaal vanuit het westen naar Vladivostok vervoerd via het Suezkanaal of via Kaap de Goede Hoop. Over de grote rivieren van Siberië, zoals  de Irtysj, Ob en Jenisej, moesten lange bruggen worden aangelegd. Aan arbeiders was een gebrek in het dunbevolkte gebied en door uitbraken van ziekten lag het werk soms helemaal stil. 
Het traject is grotendeels in vlak terrein, alleen bij het Baikalmeer liggen er bergen waardoor de omstandigheden hier nog moeilijker waren. Vooral in het zuiden liggen hoge bergen en aanvankelijk moesten treinen het Baikalmeer per veerboot oversteken. De veerboot Baikal was in Engeland gebouwd en zes maanden na het verstrekken van de order kwam de boot in Sint-Petersburg aan. Het duurde twee jaar en drie maanden voordat alle onderdelen bij het meer waren aangekomen voor de assemblage. De Baikal had een capaciteit van 25 spoorwagons.
Op 3 juni 1896 sloot Rusland een verdrag met China. Rusland kreeg het recht een spoorlijn aan te leggen over Chinees grondgebied waarmee een lange omweg langs de noordgrens van China niet meer nodig was. De Oostelijke Chinese Spoorweg kwam in 1902 gereed. Bij het uitbreken van de Russisch-Japanse Oorlog (1904-1905) was het traject ten zuiden van het Baikalmeer nog niet gereed. Om het Russische leger van voldoende materiaal te voorzien was de spoorlijn onontbeerlijk. De capaciteit schoot tekort en in februari 1904 werd een tijdelijke spoorlijn over het bevroren Baikalmeer aangelegd. In een maand tijd werden 65 locomotieven en 1600 wagons zo over het meer gebracht. Het werk aan het ontbrekende traject werd versneld, maar kwam te laat gereed om een belangrijke rol in de oorlog te hebben. In het vredesverdrag van Portsmouth was afgesproken dat Rusland gebruik mocht blijven maken van de Oostelijke Chinese Spoorwegen. Op 23 mei 1935 verkocht Rusland zijn belang in de spoorlijn op Chinees grondgebied aan Japan.
Na de oorlog werden de positieve economische effecten van de spoorlijn evident. Veel Russen trokken van het westen naar het dunbevolkte Siberië waardoor plaatsen langs de spoorlijn in omvang groeiden. Agrarische producten konden naar het westen worden vervoerd en veel grondstoffen konden eindelijk gemijnd worden omdat het transportprobleem was opgelost. Tijdens de Eerste Wereldoorlog kreeg Rusland veel militaire steun van Japan. Dit werd per schip in Vladivostok aangevoerd en per trein naar het westelijke front vervoerd. De capaciteit was onvoldoende en in de Verenigde Staten werden 1200 locomotieven gekocht om het transportprobleem op te lossen. In oktober 1916 kwam de Amoerspoorweg gereed met de bouw van een brug over de Amoer bij Chabarovsk.
Tijdens de Russische Burgeroorlog raakten de spoorwegen beschadigd en aan onderhoud werd niet gedaan. In het eerste en tweede vijfjarenplan (1928-1937) van de Sovjet-Unie lag de nadruk op industrialisatie en de spoorwegen profiteerden hiervan. In deze periode werd het hele traject dubbelspoor. Sinds 25 december 2002 is de lijn geheel geëlektrificeerd.

## Dienstuitvoering
Vanaf 3 december 1898 tot aan de Oktoberrevolutie van 1917 reed de Transsiberië Express van de Compagnie Internationale des Wagons-Lits op dit traject.
De bekendste trein is de Rossiya (eigennaam voor 'Rusland'), die om de dag van Moskou naar Vladivostok (treinnummer 2) en terug (treinnummer 1) rijdt. De trein doet zeven dagen over de gehele route. De Rossija wordt vaak abusievelijk Trans-Siberië Expres genoemd. Naast de Rossija zijn er nog diverse andere nachttreinen tussen de steden op de route. Ook de nachttreinen naar Peking via de Trans-Mongolische spoorlijn en de Trans-Mantsjoerische spoorlijn maken op een deel van hun route gebruik van de Transsib. Tussen Omsk en Moskou zijn meerdere routes. De hoofdroute is Moskou, Jaroslavl, Kirov, Jekaterinenburg en Omsk. Rond de grote steden maken ook forensentreinen gebruik van de lijn. Andere treinnamen (dienstregeling 1985) zijn:
- Baikal: Moskou - Irkutsk
- Yennsei: Moskou - Krasnoyarsk
- Altay: Moskou - Omsk (via Kazan)
- Tomich: Moskou - Tayga - zijlijn naar Tomsk (via Kazan)

Vanaf Oelan-Oede rijden er treinen verder naar Ulaanbaatar (Mongolië) en Beijing (China). Vanaf Karimskoya rijden er treinen verder naar Harbin en Shenyang in China. Tevens was er in 1985 een regelmatige verbinding naar Pyongyang in Noord-Korea. In 1985 reden er nog veel treinen exclusief voor buitenlanders gecharterd voor staatsreisbureau Intourist.
Een groot deel van het Russische vrachtvervoer over het spoor vindt plaats op de Transsib. Voor Siberië is de lijn een echte levensader; veel plaatsen kwamen pas tot ontwikkeling na aanleg van de spoorlijn.
Zowel de infrastructuur als de treinen worden door diverse spoorwegen geëxploiteerd, die echter allemaal onderdeel zijn van Russische staatsspoorwegen RZD.

## Route
De lijn begint in het Jaroslavski-station in Moskou. Vanaf hier loopt de lijn via Nizjni Novgorod naar Kirov. Sinds 2001 nemen de meeste treinen, waaronder de Rossija, echter een noordelijkere route via Jaroslavl. Vanaf Kotelnitsj, ten westen van Kirov, rijden de treinen pas weer op de echte Transsib. Daarnaast is er nog een zuidelijke route vertrekkend vanaf Kazanskaja-station in Moskou tot Jekaterinenburg via Kazan.  Ook tussen Jekaterinenburg en Omsk zijn er twee routes.
Na 1777 kilometer, in de Oeral ten noorden van Jekaterinenburg staat een obelisk die de grens tussen Europa en Azië aangeeft. Het station van Jekaterinenburg heet overigens Sverdlovsk, zoals de stad heette ten tijde van de Sovjet-Unie. Hierna wordt het landschap gedurende lange tijd vlak. De lijn passeert Omsk en Novosibirsk.
Bij Tajsjet takt de Baikal-Amoerspoorweg (Bajkalo-Amoerskaja Magistral, BAM) af. De BAM is de tweede trans-Siberische spoorlijn die ten noorden van de Transsib naar Sovjetskaja Gavan aan de Russische oostkust loopt.
De Transsib bereikt vervolgens Irkoetsk. In het communistische tijdperk was dat de enige stad waar buitenlanders de reis mochten onderbreken. De stad ligt vlak bij het Baikalmeer. De Transsib vervolgt zijn weg langs de zuidkant van dit meer.
Voorbij het Baikalmeer takt bij Oelan-Oede de Trans-Mongolische lijn af, die via de Mongoolse hoofdstad Ulaanbaatar naar China loopt. Bij Tsjita takt de Trans-Mantsjoerische spoorlijn naar China af, de spoorlijn die de treinen tot 1913 namen om Vladivostok te bereiken.
Vanaf hier blijft de Transsib parallel aan de Chinese grens oostwaarts lopen. Op twee plaatsen zijn er nog aftakkingen naar het noorden, die de Transsib met de BAM verbinden. Bij Chabarovsk maakt de lijn een scherpe draai naar het zuiden om de havenstad Vladivostok te bereiken. Vanaf Vladivostok is het mogelijk verder te reizen naar China of Noord-Korea. In 2007 werd bekend dat er vergevorderde plannen waren om de Transsib door te trekken naar Zuid-Korea.

## Galerij

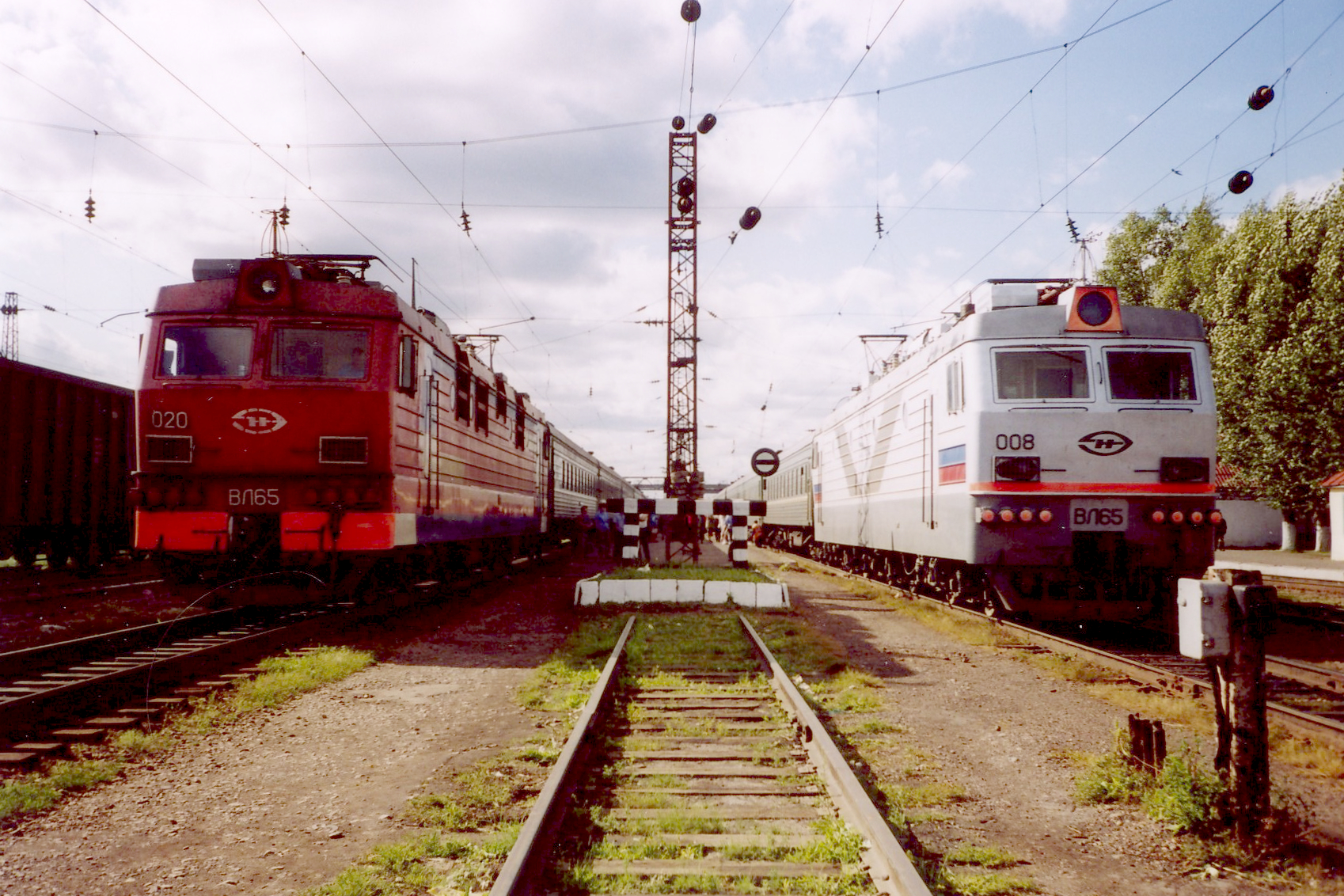
Locomotieven op de Trans-Siberische spoorlijn
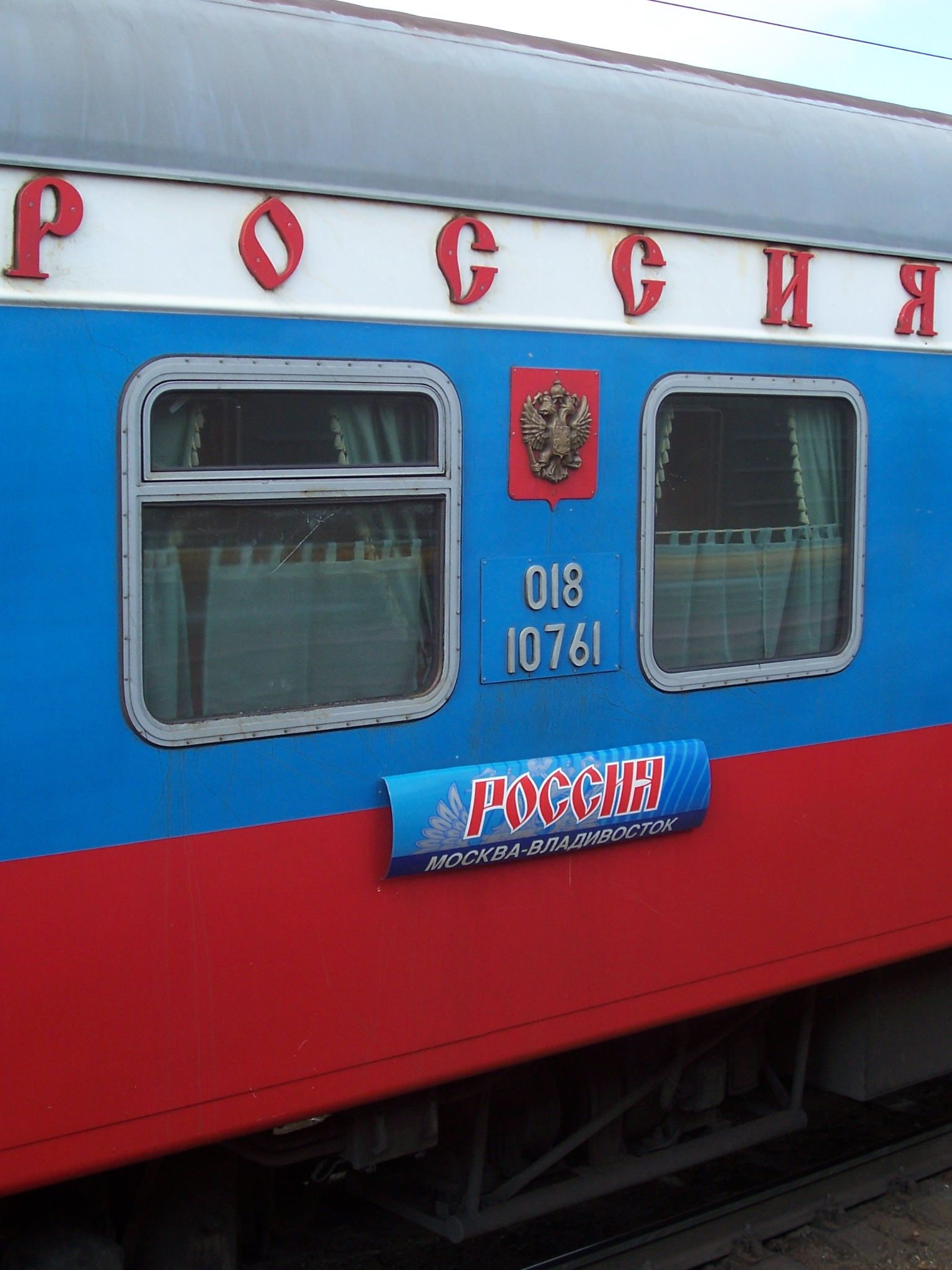
De Rossiya, de exprestrein die van Moskou naar Vladivostok rijdt, heeft de kleuren van de Russische vlag.
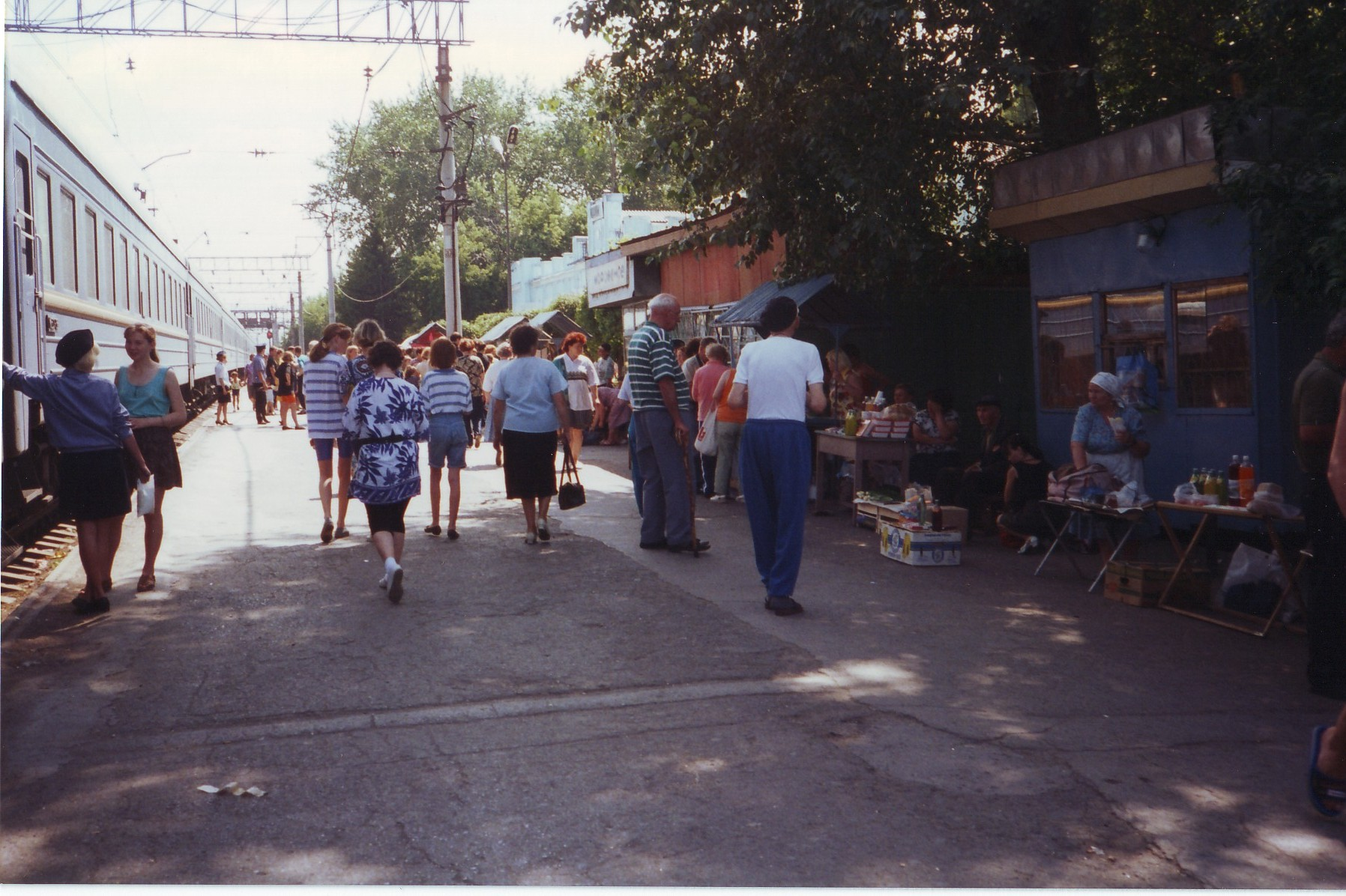
Tijdens de stops kunnen de passagiers wat te eten kopen bij handelaren op de stations, zoals hier op het station van Isjim.
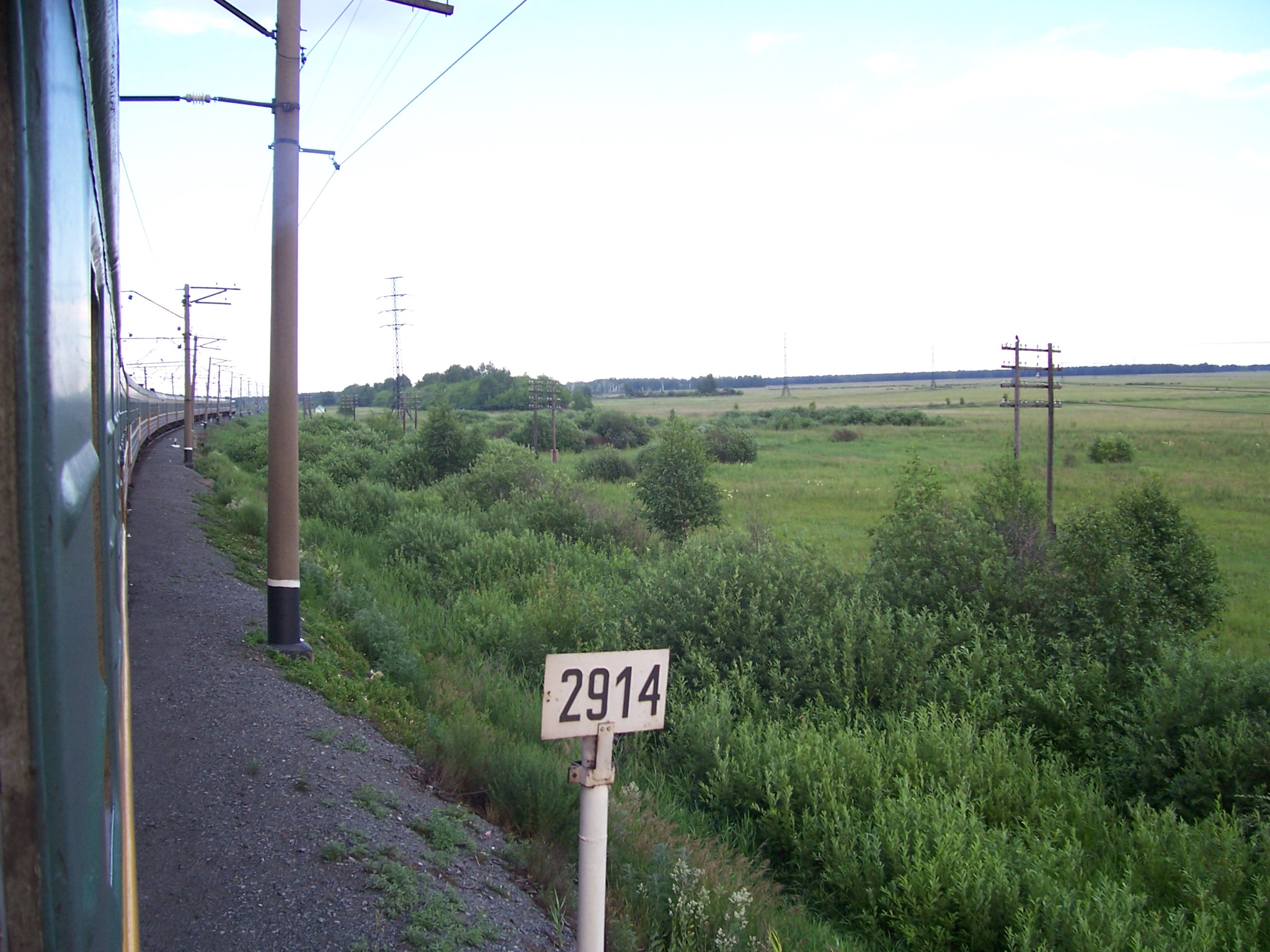
Langs de spoorlijn staan bordjes waarop de afstand tot Moskou wordt aangegeven.
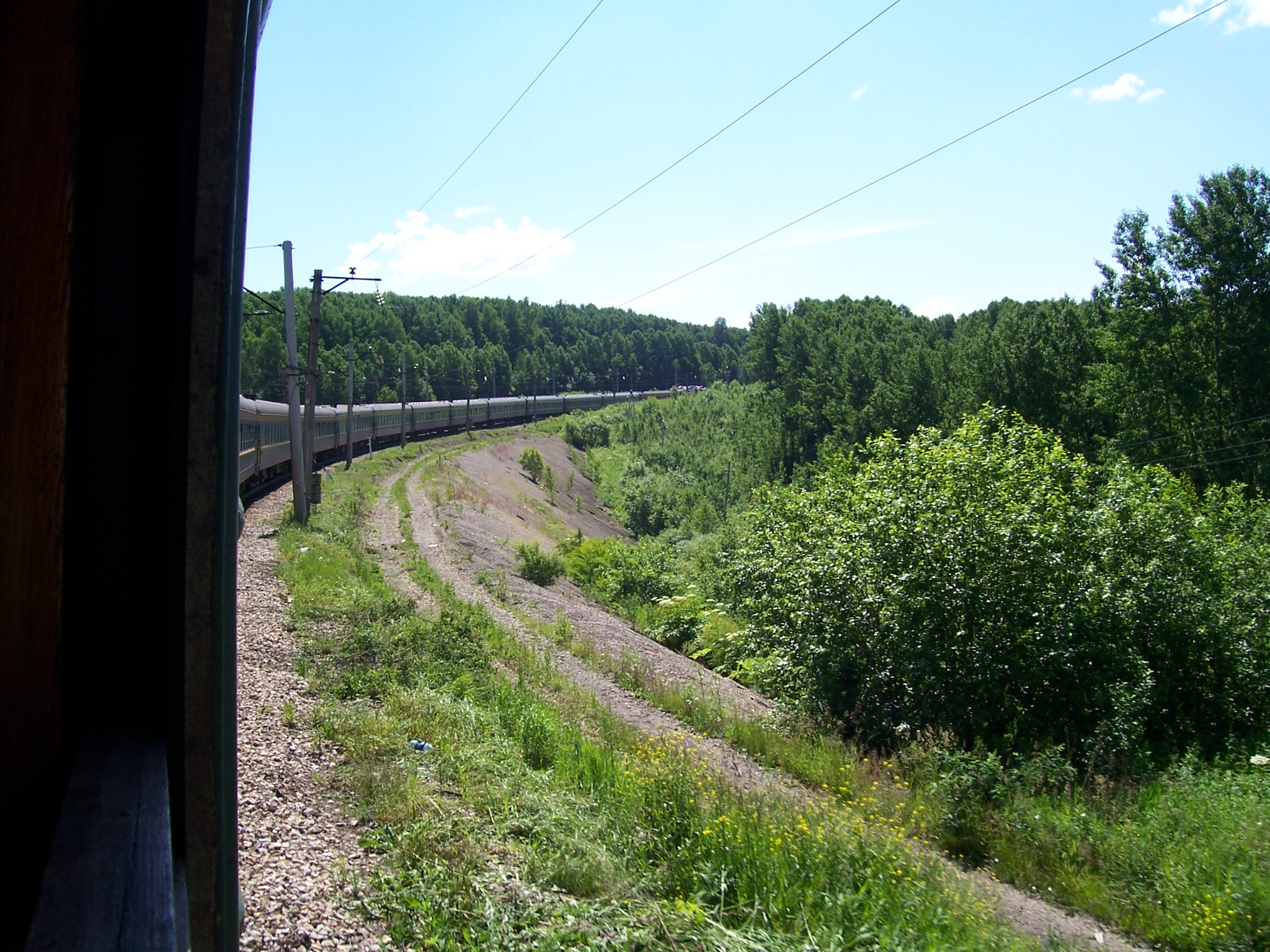
Landschap vanuit een exprestrein ergens tussen Omsk en Novosibirsk.
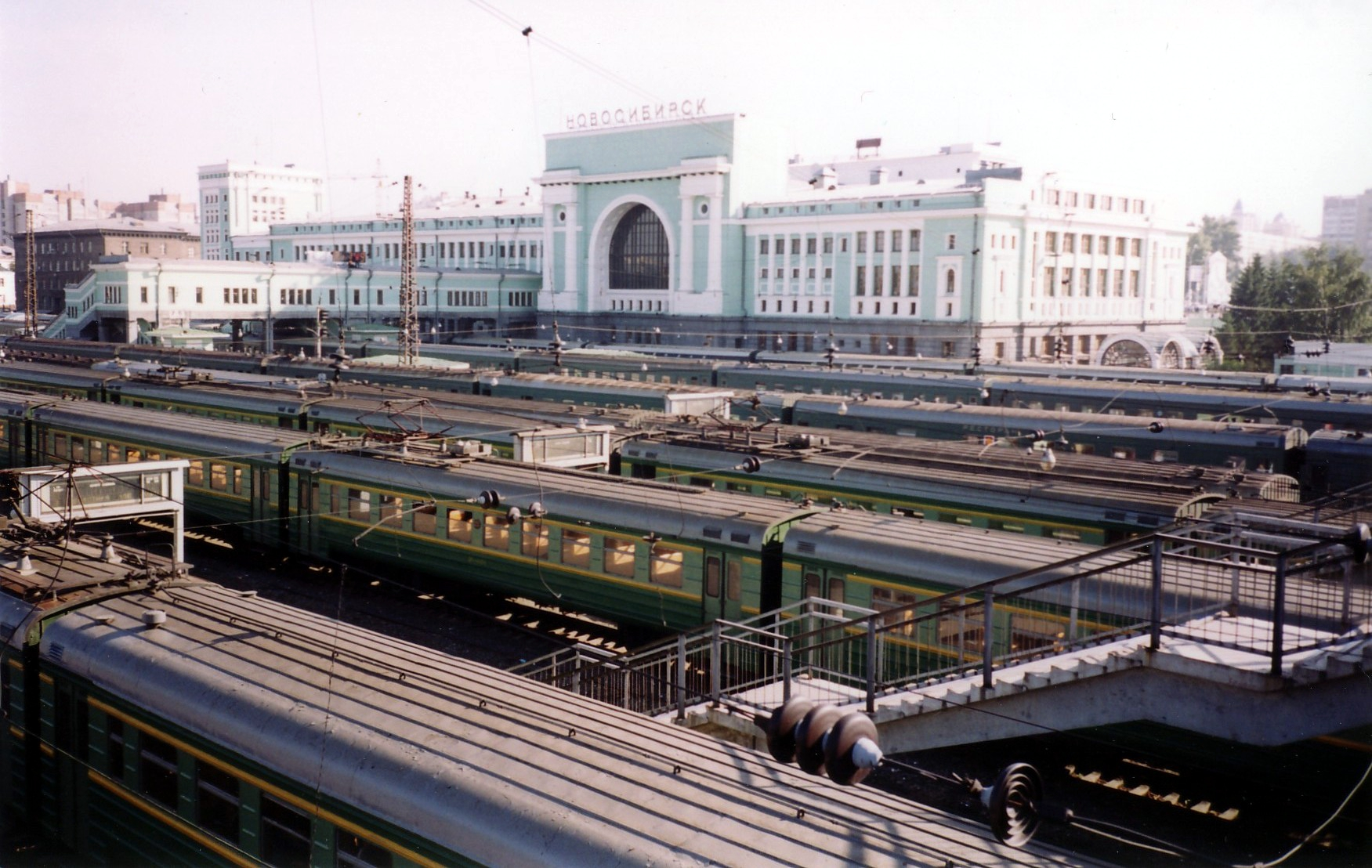
Station van Novosibirsk
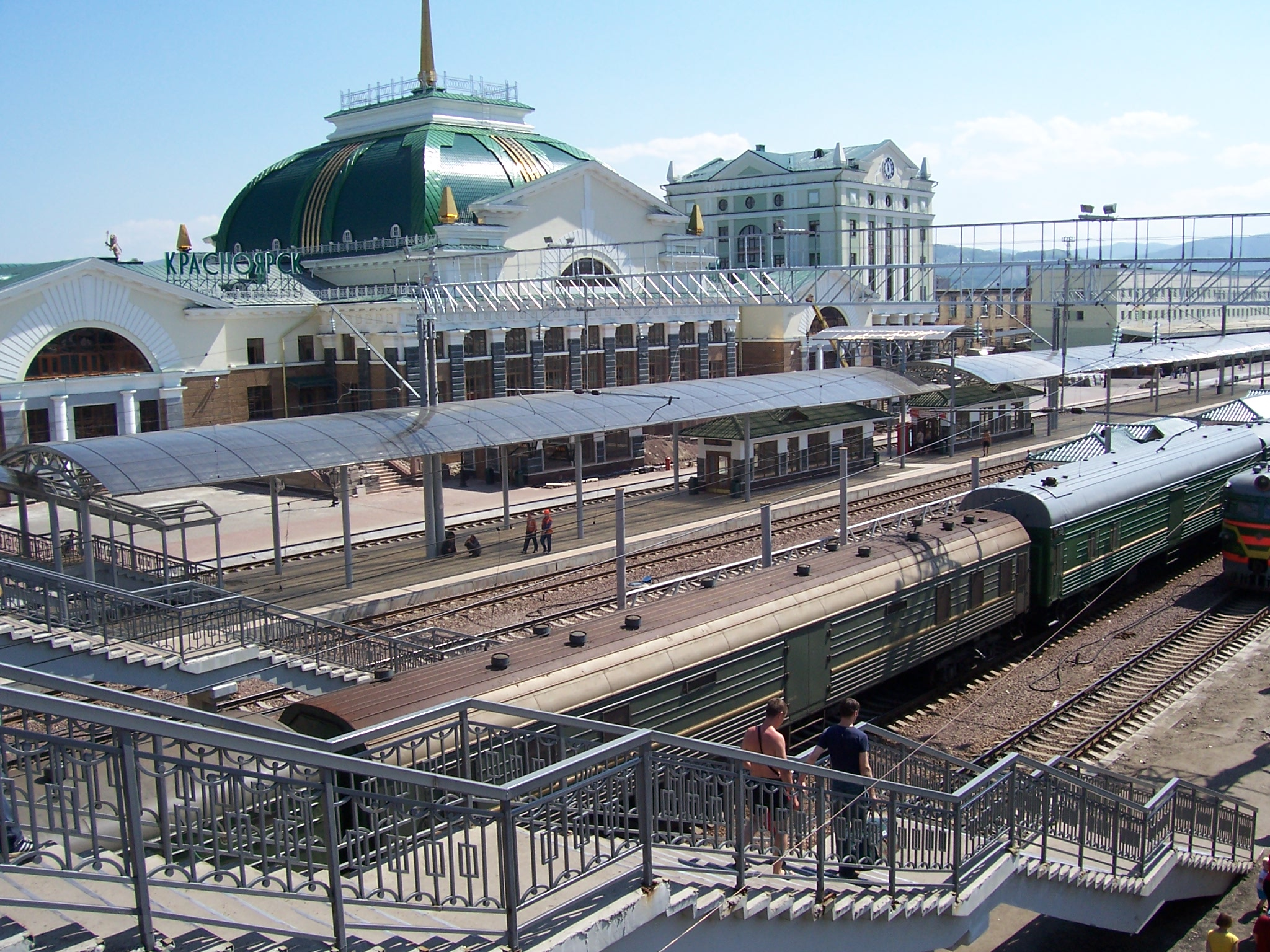
Station van Krasnojarsk, ongeveer halverwege de Trans-Siberische spoorlijn
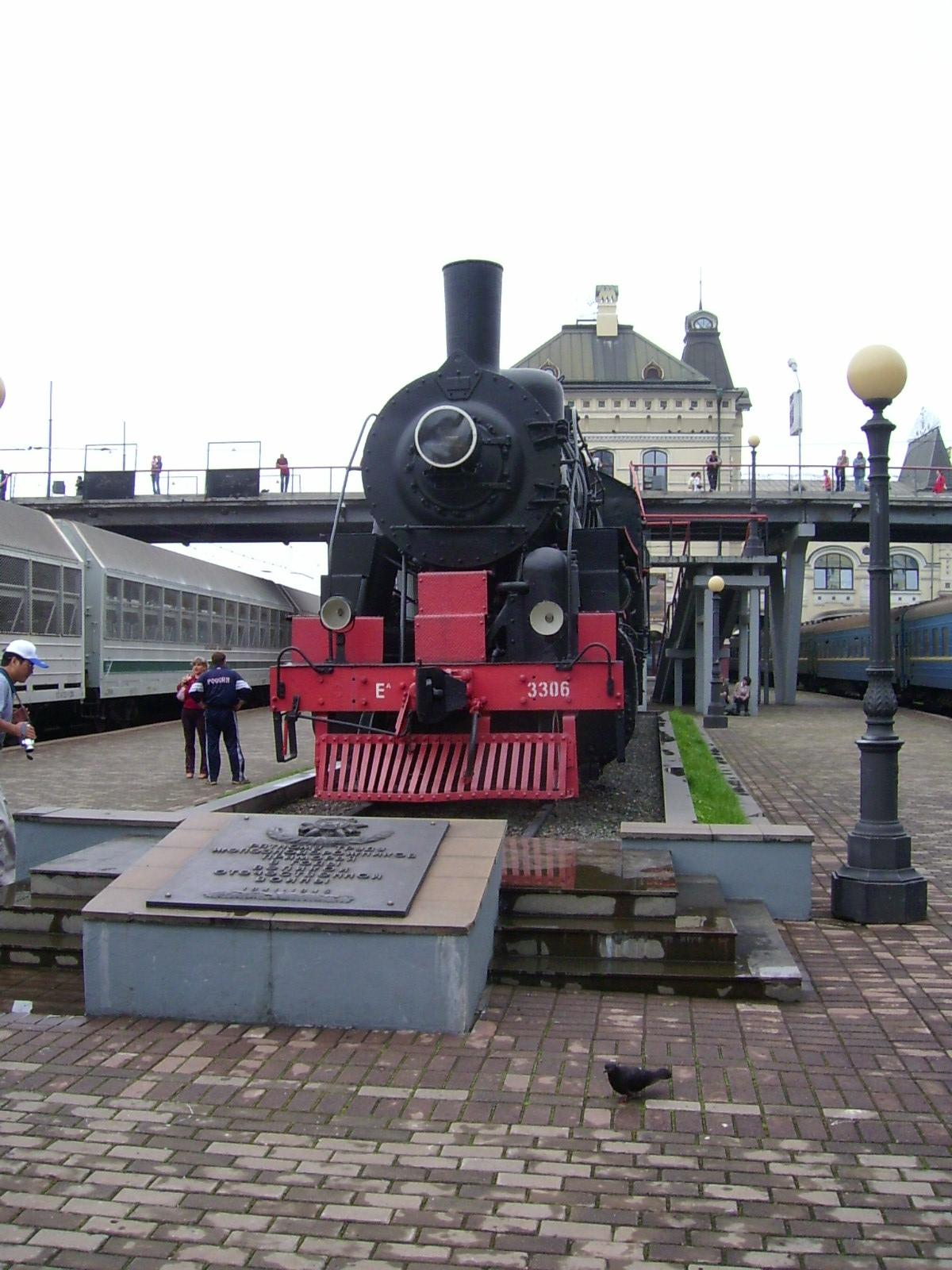
Het einde van de lijn: het station van Vladivostok
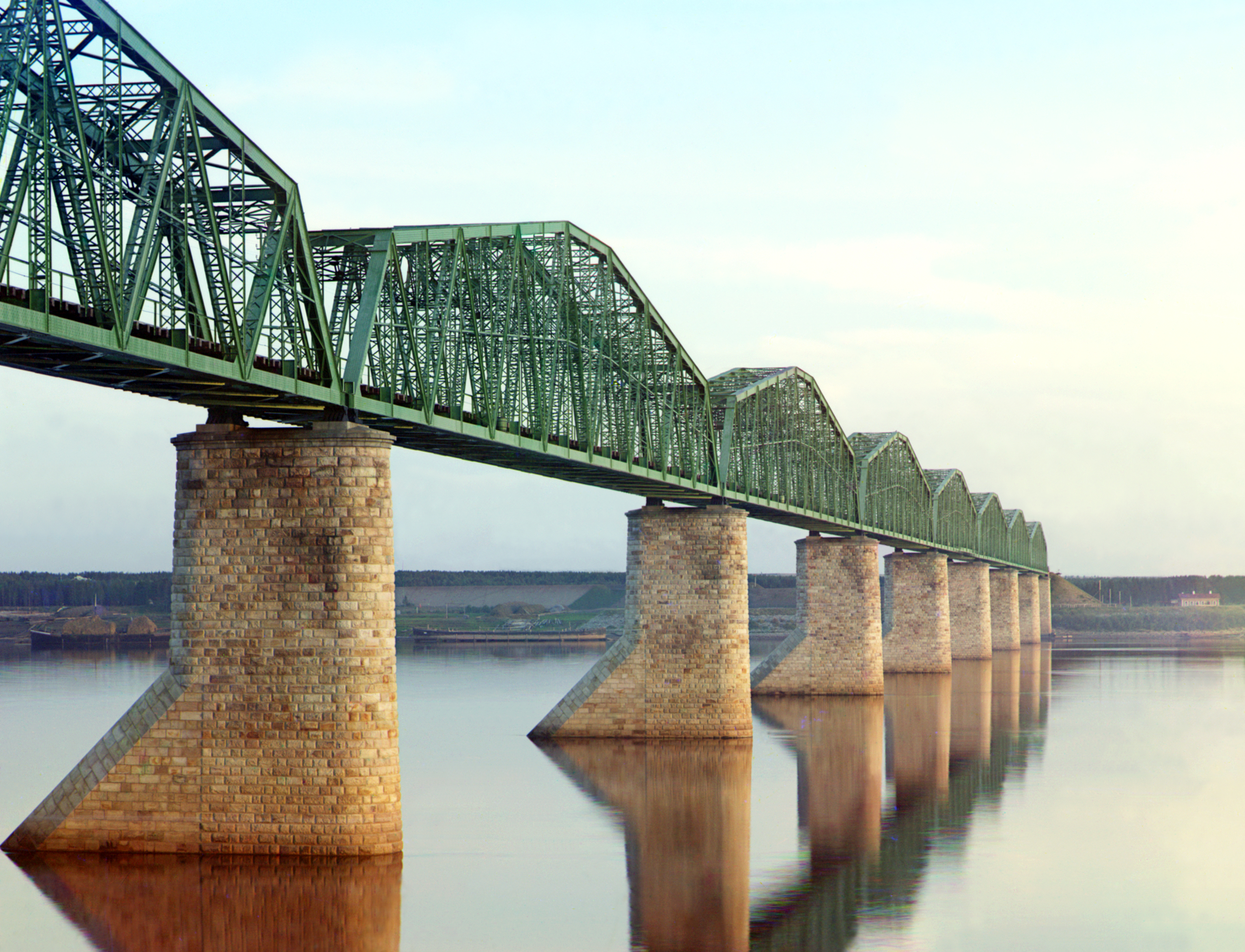
Brug bij Perm